# Tòa thị chính Mới ở Bratislava
Tòa thị chính Mới ở Bratislava (tiếng Slovakia: Nová radnica v Bratislave) (cũng được gọi là Tòa thị chính Bratislava) là một tòa nhà của tác giả Emil Belluš, tọa lạc trên Quảng trường Linh trưởng trong khu Phố cổ, thành phố Bratislava, Slovakia. Vào ngày 7 tháng 10 năm 1986, Tòa thị chính Mới được ghi danh vào Danh sách Di tích Trung ương.

## Lịch sử
Sự phát triển nhanh chóng sau chiến tranh của thành phố Bratislava khiến Cung điện Linh trưởng không còn đủ sức chứa để làm trụ sở của Tòa thị chính. Vì lẽ đó mà cuộc thi kiến trúc thời hậu chiến đầu tiên nhằm xây dựng Tòa thị chính Mới được công bố, và đề án của Emil Belluš đã được chọn. Công việc xây dựng Tòa thị chính Mới được hoàn thành vào năm 1948.
Tòa thị chính Mới được xây dựng trên địa điểm trước đó từng là một tu viện của Dòng Tên. Tất cả các phòng hành chính của Tòa thị chính đều được đặt trong tòa nhà mới. Trong khi đó, cơ sở được sử dụng làm trụ sở ban đầu của Tòa thị chính được để lại phục vụ cho các mục đích: phòng trưng bày triển lãm, bảo tàng, phòng hội họp và địa điểm tổ chức lễ cưới.